# Jón Bjarnason
Jón Bjarnason, född 1845 och död 1914, var en isländsk präst i Amerika.
Jón Bjarnason studerade vid prästskolan i Reykjavik, tog en teologie kandidatexamen och prästvigdes 1869. Han vistades 1873-80 i Amerika, och var därefter 1880-84 präst på Island. 1884 återvände Jón Bjarnason till Kanada som pastor för isländska församlingen i Winnipeg, organiserade islänningarnas evangelisk-lutherska kyrkosamfund i Amerika, som på 1920-talet räknade omkring 50 församlingar och 12 präster i Förenta staterna och Kanada. Han startade 1886 månadstidskriften Sameiningin (Enigheten) och bidrog med sin verksamhet att bevara den isländska kulturen bland de amerikanska emigranterna från ön.